# Боргофранко сул По
Боргофра̀нко сул П̀о (на италиански: Borgofranco sul Po, на местен диалект: Bufranch, Буфранк) е село в Северна Италия, община Боргокарбонара, провинция Мантуа, регион Ломбардия. Разположено е на 14 m надморска височина.